# Arturo Cordón Aguirre
Arturo Armando Cordón Aguirre (Buenos Aires, 20 de julio de 1920 - id. 22 de diciembre de 2004), fue un militar argentino, ministro del Interior de la Nación, entre 1970 y 1971, durante el gobierno de facto del general Roberto Marcelo Levingston.

## Biografía
Tras culminar con sus estudios de educación secundaria, Jorge Sixto Fernández ingresó como cadete de la Escuela de Aviación Militar el 1 de marzo de 1941. El 30 de noviembre de 1944 egresó como alférez del escalafón aire, con orden de mérito 45 sobre un total de 67 cadetes egresados de la promoción 10° de la mencionada institución aeronáutica militar. Entre sus compañeros de promoción se destacan los alféreces Carlos Alberto Rey, Ezequiel Alfredo Martínez y Arturo Armando Cordón Aguirre y Jorge Sixto Fernández.
En diciembre de 1966, alcanzó el grado de brigadier. Entre el 27 de diciembre de 1967 y el 28 de diciembre de 1969 prestó servicio como director de la Escuela de Aviación Militar.
Su último puesto en servicio activo fue el de comandante de Personal de la Fuerza Aérea. El 3 de noviembre de 1970 pidió el pase a retiro mientras aún estaba a cargo del Ministerio del Interior.

## Gobernador de San Juan
Fue designado por el presidente de facto Juan Carlos Onganía como gobernador de la provincia de San Juan . Ejerció tales funciones hasta el 21 de julio de 1967.

## Ministro del Interior
En su función de ministro tuvo un rol importante en las primeras fases de la confección del cronograma electoral que se había fijado la autodenominada Revolución Argentina para la reinstauración de la democracia en el país. En marzo de 1971 se produce la renuncia del presidente Levingston y Cordón Aguirre deja el ministerio, siendo sucedido por Arturo Mor Roig.

## Deceso
Falleció a los 84 años el 22 de diciembre de 2004.